# Бальта, Фредди
Фредди Бальта (Freddy Balta, настоящее имя Фердинан Бальта́, фр. Ferdinand Balta; 21 декабря 1919, Париж — 8 января 2002, Осер) — французский аккордеонист.
С пятилетнего возраста учился играть на фортепиано, с 11 лет перешёл, в основном, на орган (среди его учителей были Марсель Дюпре и Пьер Кошро) и аккордеон. С 1935 г. интенсивно концертировал во Франции и других европейских странах, в 1938 г. стал победителем первого Кубка мира среди аккордеонистов в Париже.
В 1949—1961 гг. постоянно выступал как аккомпаниатор с такими певцами, как Ив Монтан, Жюльет Греко, Ги Беар; тем не менее, в 1956 году отказался сопровождать Монтана в гастрольной поездке в СССР по причине антикоммунистических убеждений, и его заменил Марсель Аззола.
В 1949 г. получил Grand Prix du Disque. В 1970—1999 гг. профессор Лозаннской консерватории.